# Arnold Oskar Meyer
Arnold Oskar Meyer (ur. 20 października 1877 we Wrocławiu, zm. 3 czerwca 1944 w Berlinie) – niemiecki historyk, współautor Handbuch der deutschen Geschichte.
Syn fizyka Oskara Emila Meyera. Studiował historię w Tybindze, Lipsku, Berlinie, Heidelbergu i Wrocławiu. W 1900 obronił doktorat. Po krótkim pobycie w Anglii pracował we wrocławskim archiwum i Niemieckim Instytucie Historycznym w Rzymie. Habilitację uzyskał w 1908. Służył w wojsku w czasie I wojny światowej. Od 1919 do 1930 należał do "Deutschnationale Volkspartei".
Po habilitacji wykładał w Kiel, Rostocku, Getyndze, Monachium i od 1936 w Berlinie. Wniósł duży wkład w opracowanie Słownika historii Niemiec. Napisał biografię Bismarcka. Zajmował się dziejami Anglii i kontrreformacją. Był członkiem Bawarskiej Akademii Nauk oraz członkiem korespondentem Royal Historical Society. W czasach Hitlera pracował dla Instytutu Historii Nowych Niemiec – historycznej placówki NSDAP.